# Colección Barbara Piasecka Johnson
La Colección Barbara Piasecka Johnson fue una muy importante colección privada de obras de arte formada en Estados Unidos y especializada en pintura y escultura de temas religiosos. Este fondo artístico surgió gracias a la iniciativa del magnate J. Seward Johnson, cabeza visible del emporio multinacional Johnson & Johnson, y luego fue heredado y ampliado por su viuda, Barbara Piasecka Johnson, una filántropa con estudios de Arte nacida en Polonia.
En los últimos años la colección era gestionada por una fundación con sede en Princeton, Estados Unidos, si bien algunas pinturas se exhibían en régimen de préstamo en Mónaco. A partir de la década de 1990, varias de las obras se fueron vendiendo de manera gradual a fin de costear becas y demás fines benéficos. Paralelamente, la colección participaba prestando obras en importantes exposiciones en Europa. El fallecimiento de la Sra. Piasecka Johnson en 2013 aceleró la venta de obras, de modo que en 2014 se anunció la virtual disgregación de la colección tal como se conocía. 

## De cocinera a mecenas

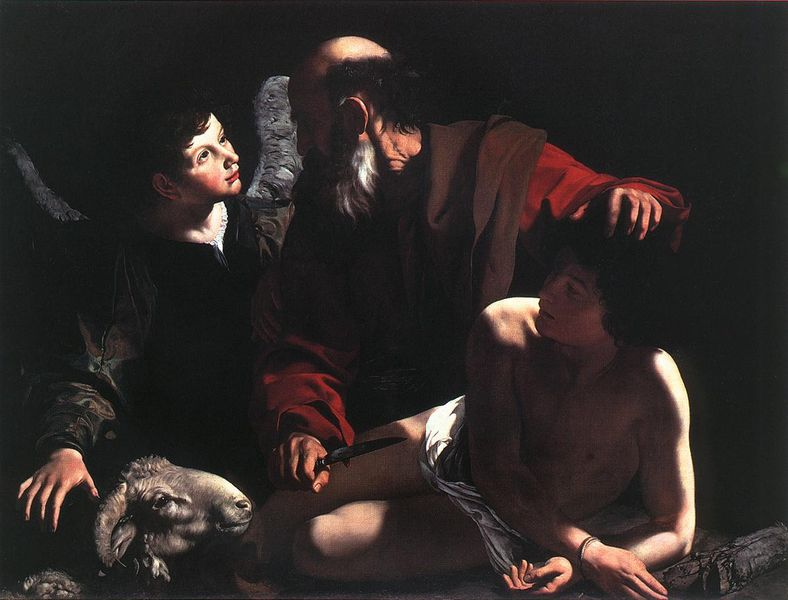
El sacrificio de Isaac, cuadro tradicionalmente atribuido a Caravaggio y ahora asignado a Bartolomeo Cavarozzi. Se vendió en subasta en julio de 2014, alcanzando los 4,60 millones de euros.

Barbara Piasecka Johnson (de soltera, Barbara Piasecka) nació en Polonia, el 25 de febrero de 1937. Conoció a J. Seward Johnson Sr., dueño del imperio multinacional Johnson & Johnson, como simple cocinera y sirvienta, aunque tenía estudios de arte: título de Bachiller de Artes y grado de master por la Universidad de Breslavia. 
Tras un noviazgo con el Sr. Johnson, Barbara Piasecka se convirtió en su tercera esposa en 1971. La saga Johnson ya era conocida en el mundo del coleccionismo, pero fue este nuevo matrimonio el factor que propició que la colección familiar de arte creciese con gran éxito: con la llegada de Barbara Piasecka, el poder económico de J. Seward Johnson se unió a los conocimientos y la pasión por el arte de ella. Cuando él falleció (1983), Barbara heredó el grueso de la fortuna de Johnson & Johnson: unos 400 millones de dólares de la época. Sus hijastros impugnaron el testamento, a pesar de que ya habían recibido importantes sumas mediante «trusts»; la batalla legal terminó exitosamente para la viuda, si bien cada hijo recibió 30 millones de dólares adicionales. 
Barbara Piasecka constaba en la lista Forbes 400 de los millonarios más ricos, con una fortuna estimada en 2600 millones de dólares. Ocupó el lugar número 74 de la lista de 2006. Al contrario que otros millonarios, mantuvo una vida discreta. Convirtió la mansión familiar de Princeton (New Jersey), llamada Jasna Polana, en un club de campo y se mudó a Montecarlo (Mónaco). En 2006, Barbara Piasecka Johnson era el millonario norteamericano más rico que no vive en su país, según informó la página web MSN. 
Barbara Piasecka era benefactora de numerosos proyectos caritativos, especialmente en Polonia. Entre otras iniciativas, otorgaba ayudas económicas a estudiantes polacos que desean completar su formación en Estados Unidos, y su fundación también apoyaba a niños afectados por autismo. La Sra. Piasecka Johnson falleció el 1 de abril de 2013.

## Una colección de obras maestras

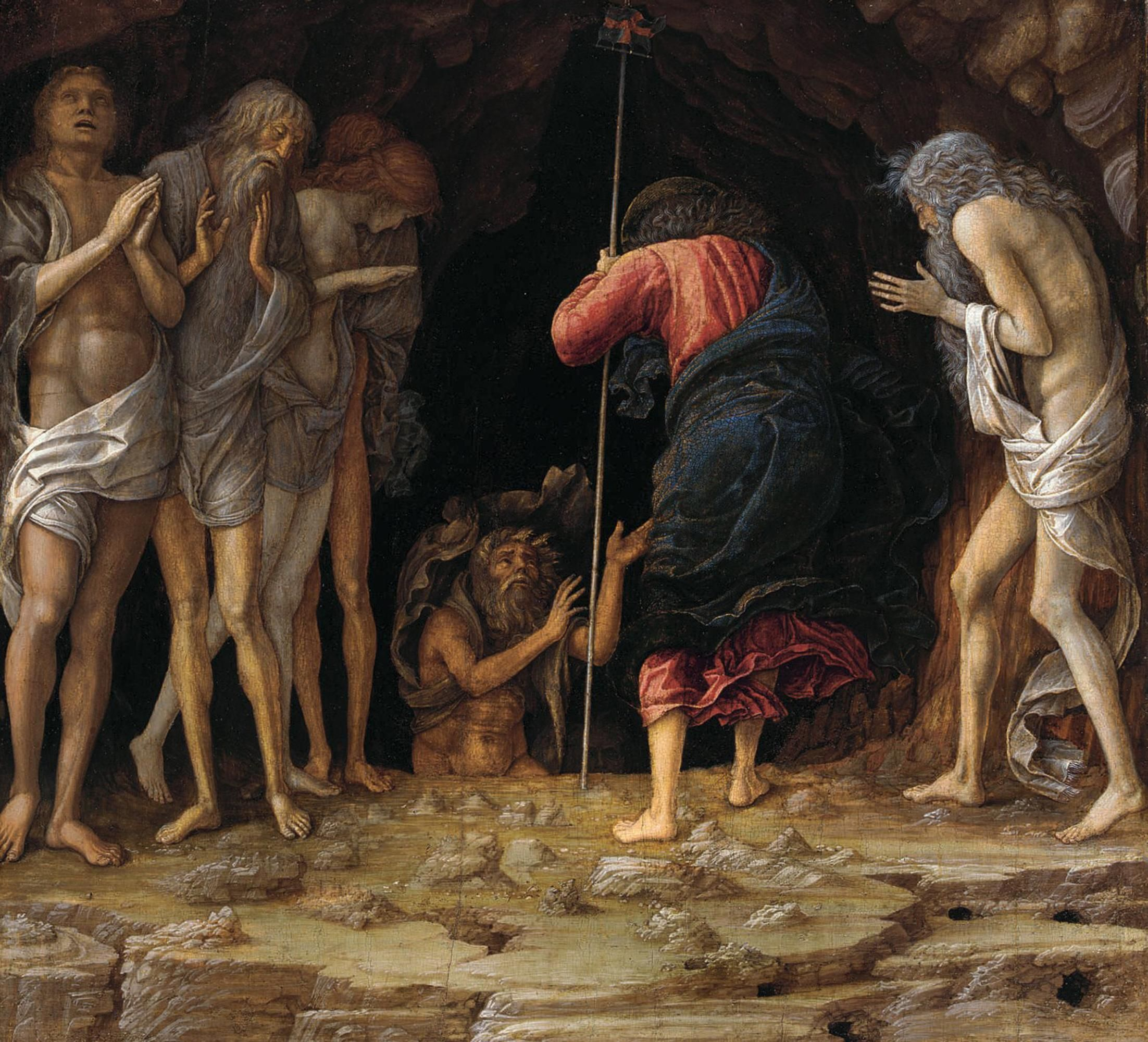
Cristo bajando al Limbo, cuadro de Mantegna. Se expuso en la Colección Frick de Nueva York en 2002, años antes de su subasta.

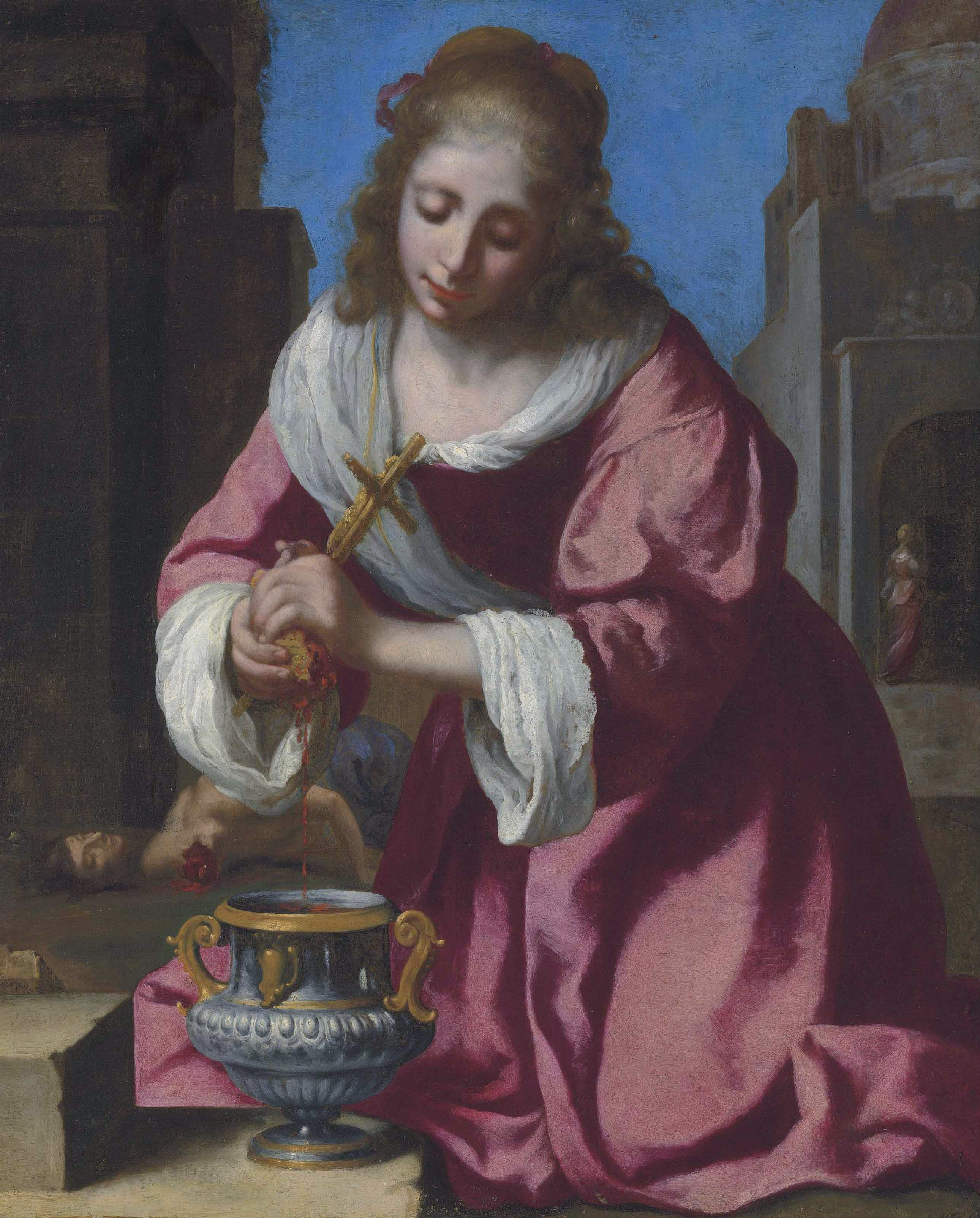
Santa Práxedes, cuadro atribuido a Vermeer.

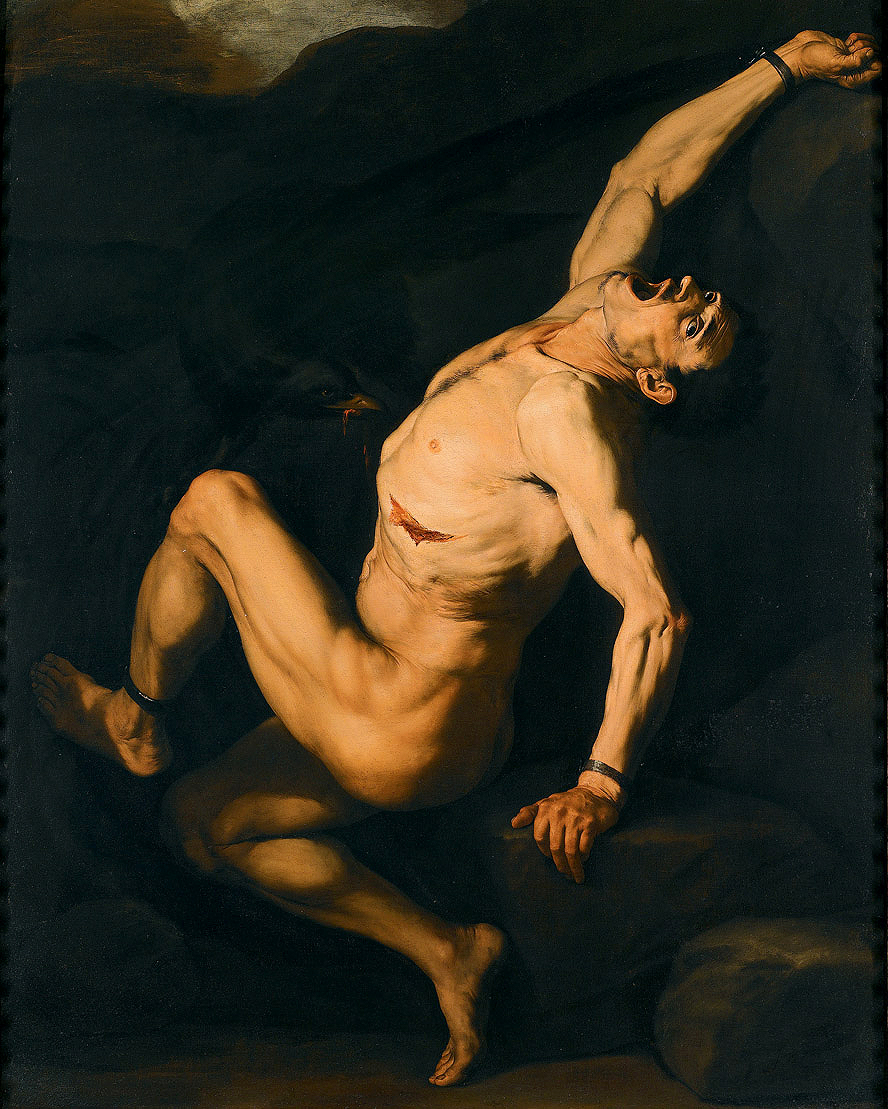
Prometeo, cuadro de José de Ribera que perteneció a la colección y se subastó en 2009.

La colección de Barbara Piasecka no era bien conocida por el público general, pues aunque participaba en exposiciones de primera categoría, prestando obras sueltas, no protagonizó ninguna muestra individual que reuniese sus principales tesoros. Sólo a partir de 1995 se exhibía una pequeña selección permanente en préstamo en la Capilla de la Anunciación de Mónaco, pero limitada a unas pocas pinturas del siglo XVII, de autores como Rubens y Zurbarán. En mayo de 2014, el gobierno del principado anunció que esta exhibición se desmantelaba, ya que las obras iban a subastarse . 
Aunque poco conocido por el público, el nombre de Barbara Piasecka Johnson era recordado por los expertos, debido al cúmulo de importantes obras que llegó a poseer. Las que se detallan a continuación son buena muestra de ello.
- Cristo bajando al Limbo, de Andrea Mantegna. Era una de las últimas obras de este artista disponibles en el mercado. Dada por perdida durante siglos, fue autentificada y concurrió a una sonada exposición sobre el artista en Londres (1992). Abandonó la colección al ser subastada en 2003; llegó a los 25,5 millones de dólares. Previamente este cuadro se había cedido en préstamo a la Colección Frick de Nueva York; se cuenta que la intención era venderlo a dicho museo, pero no se cerró el trato por desacuerdos en el precio.

- Retrato de hombre en jarras, de Rembrandt. Considerado uno de los últimos retratos de la producción del artista. La Universidad de Columbia lo había recibido como donación de un particular y décadas después lo vendió, para recaudar fondos, a un marchante que a su vez lo revendió al magnate Johnson. Su viuda Barbara Piasecka lo sacó a la venta en 2009 y fue adquirido por Steve Wynn, el magnate de los casinos de Las Vegas. Por poco tiempo, pues luego pasó a la galería Otto Naumann de Nueva York; en 2012 el cuadro fue exhibido en la feria TEFAF de Maastricht (con un precio de 47 millones de dólares). No se vendió en ese momento, y en 2015 fue donado por el matrimonio de coleccionistas Bader al museo de la Queen's University de Kingston (Canadá).

- Santa Práxedes, atribuida de manera general a Vermeer, cuya firma ostenta; aunque hay expertos que dudan de su autoría, ya que la temática religiosa es inusual en este artista. Es copia muy fiel de otro cuadro del italiano Felice Ficherelli. En 2007 se rumoreó que este cuadro abandonó la colección, pero en julio de 2014 la firma Christie's lo subastó como procedente de la colección Piasecka Johnson. Se adjudicó en 10,7 millones de dólares. En 2022 se ha anunciado que el cuadro será prestado a una exposición sobre Vermeer en el Rijksmuseum de Ámsterdam, como préstamo del Museo Nacional de Arte Occidental de Tokio.

- Bodegón con cardo y francolín, de Juan Sánchez Cotán, uno de los apenas seis bodegones que se conocen de dicho artista. Se incluyó en una exposición sobre El bodegón español celebrada en Bilbao hacia 2001. En 2004 se subastó en Londres y alcanzó los 4,03 millones de libras.

- El sacrificio de Isaac, de autoría discutida. Tradicionalmente creído de Caravaggio, las últimas reseñas lo asignan a su seguidor Bartolomeo Cavarozzi. Según los historiadores, en siglos pasados se conservó en España, donde se han localizado varias copias antiguas. Se exhibió como obra de Caravaggio en Madrid y Bilbao, con motivo de la única antológica de Caravaggio organizada en España. Entonces se consideraba uno de los mejores cuadros de este artista en una colección privada. En mayo de 2014 se anunció su subasta, bajo la autoría de Cavarozzi; finalmente se vendió en julio de 2014 por 4,60 millones de euros.

- Venus dormida, de Artemisia Gentileschi. Consta en varias páginas web estadounidenses, pero no reproducida.

- Prometeo, cuadro de José de Ribera. Fue subastado por la firma de subastas Sotheby's en julio de 2009, marcando con 3,84 millones de libras el récord de precio pagado por una obra de este artista.

Aparte de dichas obras, la colección poseía ejemplos de pintura medieval y escultura del barroco, ya que existen libros alusivos a ellos. También se sabe que la Sra. Piasecka prestó una selección de dibujos antiguos para una exposición en Polonia; se incluyeron ejemplos de Abraham Bloemaert y Theodor van Thulden. 
En sus últimos años de existencia la colección mantuvo una activa política de ventas, a fin de captar fondos para fines benéficos. Un importante mueble de 1726 con incrustaciones de piedras duras, el Cabinet Badmington, fue vendido por la colección en subasta en 2004, y se convirtió en el mueble más caro de la historia, con un precio de 19 millones de libras esterlinas. Actualmente pertenece al Museo Liechtenstein de Viena. 
Una bañera romana del siglo II antes de Cristo, esculpida en pórfido, pertenecía también a esta colección y fue subastada en 1992. Actualmente pertenece al Museo Metropolitano de Arte de Nueva York. Y tal como ya se ha dicho, en julio de 2009 se produjo la venta de varias pinturas de la colección, en la casa Sotheby's. Incluyó el citado cuadro de José de Ribera, una Virgen con el Niño considerada obra juvenil de Paolo Uccello, otra pintura de tema similar atribuida a Bronzino, ejemplos de Andrea Solari y Ludovico Carracci así como varias esculturas, entre ellas una estatua de héroe dada por original de Baccio Bandinelli.
En julio de 2014 Sotheby's subastó más obras de esta colección; entre ellas, la Santa Práxedes creída de Vermeer, un rarísimo dibujo de Sandro Botticelli y el citado Sacrificio de Isaac, descrito en la subasta como obra de Cavarozzi. Con motivo de esta venta, la exhibición de obras expuesta en Mónaco fue retirada.